# Лајон (Болцано)
Лајон (итал. Laion) је насеље у Италији у округу Болцано, региону Трентино-Јужни Тирол.
Према процени из 2011. у насељу је живело 865 становника. Насеље се налази на надморској висини од 1083 м.

## Становништво
| 1931. | 1936. | 1951. | 1961. | 1971. | 1981. | 1991. | 2001. | 2011. |
| ----- | ----- | ----- | ----- | ----- | ----- | ----- | ----- | ----- |
| 1.766 | 1.814 | 1.849 | 1.867 | 1.821 | 1.861 | 1.945 | 2.261 | 2.619 |